# In dubio contra fiscum
In dubio contra fiscum is een rechtsspreuk die zegt dat als er blijvende onzekerheid bestaat over de interpretatie van de fiscale regels, zelfs na het consulteren van de voorbereidende werken, ze moeten geïnterpreteerd worden in het voordeel van de belastingbetaler.
In het arrest Serkov bevestigde het Europees Hof voor de Rechten van de Mens het bovenstaande principe. Wordt dit principe miskend, dan wordt volgens het Hof ook het eigendomsrecht geschonden.
In België bevestigde ook het Hof van Justitie van de Europese Unie dit principe in het zgn. Kameelarrest van 27 oktober 2011. Deze zaak maakte het voorwerp uit van betwiste invoerrechten. Het positief Belgisch recht toentertijd imposeerde invoerrechten op de invoer van dieren en vlees. Betrof het echter wilde dieren of vlees van wilde dieren, dan waren die vrijgesteld van invoerrechten. Een West-Vlaamse handelaar importeerde kamelenvlees uit Australië, hetwelk hij vrijgesteld van invoerrechten achtte. De Belgische fiscus was het hiermee niet eens: een kameel is namelijk een "soort paard" en derhalve geen wild dier. De handelaar betwistte deze hem opgelegde invoerrechten en maakte de zaak aanhangig bij de daartoe bevoegde rechtsinstanties. De nationale rechter stelde een prejudiciële vraag aan het Hof van Justitie, die stelde dat een kameel geen paard is. Een analoge interpretatie van de fiscale wet is verboden. Overigens werd nogmaals het beginsel in dubio contra fiscum bevestigd.
In dubio contra fiscum maakt in België deel uit van het fiscaal legaliteitsbeginsel, maar het is geen op zichzelf staand algemeen rechtsbeginsel.
De term is afgeleid van het Romeinse recht.